# Evelyn E. P. Tisdall
Evelyn Ernest Percy Tisdall (né en 1907 et décédé en 1977) est un enseignant, journaliste et biographe britannique.
Après des études à Sherborne et à Sandhurst, Evelyn E. P. Tisdall devient journaliste et publie plusieurs biographies. Pendant la Seconde Guerre mondiale, il sert dans l'armée anglaise. La paix revenue, il devient directeur de la Dennington House School, près de Barnstaple.
Bien que les biographies de Tisdall aient connu un certain succès au moment de leur publication, elles sont aujourd'hui considérées comme dépassées et légèrement sensationnalistes et hostiles.

## Publications
- (en) Queen Victoria’s John Brown: The life story of the most remarkable royal servant in British history (1938) ;
- (en) The wanton Queen (1939) ;
- (en) She made world chaos: The intimate story of the Empress Frederick of Prussia (1940) ;
- (en) Restless consort: The invasion of Albert the conqueror (1952) ;
- (en) Unpredictable Queen: The intimate life of Queen Alexandra (1953) ;
- (en) Royal destiny: The royal Hellenic cousins (1955) ;
- (en) The Dowager Empress (1957) ;
- (en) The Prince Imperial: A study of his life among the British (1959) ;
- (en) Queen Victoria’s private life (1961).